# Pumlumon
Pumlumon (históricamente anglicanizado de varias maneras, incluyendo Plynlimon, Plinlimon y Plinlimmon) es el punto más alto de los montes Cámbricos en Gales (tomando una definición restringida de las montañas, excluyendo Snowdonia, Berwyns y Brecon Beacons), y el punto más alto en Gales Central. Es un macizo que domina el campo circundante y es el punto más alto de Ceredigion (tanto el área del consejo moderno como el condado histórico, también conocido como Cardiganshire).
El punto más alto del macizo en sí es Pen Pumlumon Fawr, que tiene 752 metros (2467,2 pies). Sus otros picos importantes son Pen Pumlumon Arwystli, Y Garn, Pen Pumlumon Llygad-bychan y Pumlumon Fach.
El río más largo de Gran Bretaña, el río Severn, tiene su nacimiento en la montaña, al igual que los ríos Wye y Rheidol.

## Etimología
Plynlimon es una traducción inglesa del nombre galés Pumlumon, que se cree que significa "cinco puntas" o "cinco balizas". El primer elemento es pimp galés antiguo, que significa "cinco" (galés moderno: pump), y el segundo es llumon, "faro", un elemento cuyo equivalente británico subyace en los nombres escoceses de las colinas Lomond Hills y Ben Lomond.

## Hábitat
El área de Pumlumon es la fuente de los ríos Wye, Severn y Rheidol. Desde 2007, Wildlife Trusts of Wales ha estado trabajando para mejorar el hábitat como un proyecto de "paisaje vivo". Esta cuenca se ha visto afectada por la pérdida de biodiversidad, la erosión de la estructura de los suelos turbosos y el drenaje acelerado.
El área de Pumlumon es importante para la reproducción, hibernación y alimentación de la avifauna, en particular el aguilucho, el esmerejón, el búho chico y el urogallo negro y rojo, y una serie de invertebrados del Libro Rojo y del BAP del Reino Unido. El milano real también frecuenta la zona. Los chorlitos dorados han disminuido en un 92% desde 1992.